# Pottkinder – ein Heimatfilm
Pottkinder – ein Heimatfilm (Titelergänzung: Ein Film über die Menschen zwischen Duisburg und Dortmund) ist ein Heimatfilm von Alexander Waldhelm in Zusammenarbeit mit der Content-Produktionsfirma pott.media aus dem Jahr 2017.

## Handlung
Eine Stadt irgendwo zwischen Duisburg und Dortmund. Hier lebt die dreiköpfige Familie Klüsen. Sohn Michael steht kurz vor dem Ende seines Studiums und sucht den ersten Job. Vater Jörg arbeitet seit seiner Lehrzeit in einem Unternehmen, das Schreibwaren vertreibt und ist zufrieden. Währenddessen kümmert sich Mutter Inge um die heimischen vier Wände und kämpft alleine einen aussichtslosen Kampf gegen den Dämon Depression. Der Film zeigt den Alltag der Familie zwischen Uni, Büro, Kneipe und Kegelbahn, richtet den Fokus auf die kleinen Geschichten im Zentrum und am Rand, die dann das große Ganze bilden und nähert sich vorsichtig der Volkskrankheit Depression.

## Hintergrund
Der Film wurde als No-Budget-Produktion von Alexander Waldhelm (WorteWanderer) in Kooperation mit Stephan Glagla (pottMEDIA) und Michael Mölders (Electric Mojoland) initiiert und entwickelte sich zur Low-Budget-Produktion.
Drehzeitraum waren die sechs Wochen Sommerferien 2016. Es wurde – mit zwei Ausnahmen (Oberhausen) – in Mülheim an der Ruhr on-location gedreht. Bis auf einige Crew-Mitglieder (Kamera, Regieassistenz, Licht und Ton) sowie eine Handvoll von Akteuren vor der Kamera bestand das gesamte Team aus Laien.
Die Premiere fand am 10. Mai 2017 in der ausverkauften Lichtburg Essen in Deutschlands größtem Kinosaal mit 1.250 Plätzen statt. Im Anschluss lief der Film in rund 20 Kinos im gesamten Bundesgebiet – darunter Oberhausen, Duisburg, Mülheim an der Ruhr, Münster, Berlin, München und St. Peter-Ording.